# Moulicent

Moulicent este o comună în departamentul Orne, Franța. În 1 ianuarie 2018 avea o populație de 286 de locuitori.